# City Lar
A City Lar, foi uma rede brasileira de varejo de móveis e eletrodomésticos. Pertencente à empresa Máquina de Vendas, a varejista tinha atuação nos estados da regiões norte, nordeste e centro-oeste do país, sendo considerada "a maior rede de eletrodomésticos da região".

## História
Iniciou suas atividades em 1979 em Mirassol d'Oeste - Mato Grosso, com uma loja de eletroeletrônicos - a Eletro Som City, criada por Sidney Gasques, pai do atual presidente da Máquina de Vendas S/A, Erivelto Gasques.
A marca "City Lar" surgiu no centro de Cuiabá, no ano de 1992. Desde então, expandiu sua atuação inicialmente para o Amazonas e Rondônia e, posteriormente para outros estados das regiões Norte, Nordeste e Centro-Oeste.
Em 2008 o grupo comprou o Magazine Maranhense Gabryella, com sede em São Luís, líder de mercado no Maranhão, com 20 pontos-de-venda, frota própria e centro-de-distribuição.
Em 2011 a City Lar iniciou a operação de venda das motos da marca própria Flash em todos os seus pontos-de-venda, com a finalidade de diversificar seu mix de produtos. Há cinco modelos diferentes, produzidos parceria com a CR Zongshen do Brasil.
Hoje, a City Lar possui cerca de 220 lojas, além de uma operação de e-commerce com estrutura para atender todas as cidades brasileiras.
Em junho de 2013, a City Lar inaugurou a primeira loja Prime da rede em Cuiabá, Mato Grosso. Com investimento de R$ 1 milhão, a unidade conta com projeto arquitetônico moderno e diferenciado para apresentar um mix de produtos exclusivos.
Em 11 de abril de 2016, seu nome deixou de ser utilizado em prol da marca Ricardo Eletro.